# 제2차 세계 대전 동부 전선의 연표

이 문서는 제2차 세계 대전 중 동부 전선의 독일과 소련과의 1941년 - 1945년 전쟁 연표이다.

## 1941년
- 1941-06-22 : 바르바로사 작전으로 추축국과 소련과의 전쟁 시작.
- 1941-06-22 – ? : 발트 해 전역 (1939년-1945년)의 시작.
- 1941-06-22 – 1941-06-29 : 독소전쟁 최초의 전투인 브레스트 요새 방어전.
- 1941-06-22 – 1941-07-09 : 발트 작전으로 소련 10개 군 파괴.
- 1941-06-22 – 1941-07-09 : 서우크라이나 전투로 소련 전차부대 파괴.
- 1941-06-22 – 1941-07-09 : 비아위스토크-민스크 전투로 소련 제 3군, 제 10군 포위.
- 1941-06-23 – 1941-06-27 : 라세이니아이 전투로 소련 제 8군, 제 11군, 제 27군 파괴.
- 1941-06-23 – 1941-06-30 : 브로디 전투로 10개 군단 파괴.
- 1941-06-25 – 1944-09-19 : 계속 전쟁으로 핀란드 참전.
- 1941-06-26 – 1945-05-09 : 흑해 전역의 시작.
- 1941-06-29 – 1941-11-17 : 은빛여우 작전으로 독일의 레닌그라드-무스만스크 공세 시작.
- 1941-07-02 – 1941-07-24 : 베사라비아 공세로 남부에서의 독일 공세 시작.
- 1941-07-10 – 1941-09-10 : 스몰렌스크 전투로 소련 제 16군과 제 20군 포위.
- 1941-07-10 – 1941-08-08 : 우만 전투로 소련 제 6군과 제 12군 포위.
- 1941-08-08 – 1941-10-16 : 오데사 공방전으로 제 9군 포위.
- 1941-08-08 – 1941-09-19 : 1차 키예프 전투로 소련 남부 전선군 포위(5개 군).
- 1941-08-08 – 1944-01-18 : 레닌그라드 포위전으로 레닌그라드 도시 주둔군과 레닌그라드 전선군 포위.
- 1941-08-27 – 1941-08-31 : 탈린 철수전으로 소련 군함 약 40척 침몰.
- 1941-08-30 – 1941-09-08 : 옐냐 공세에서 소련군이 처음으로 승리.
- 1941-09-26 – 1941-07-04 : 제1차 크림반도 공세로 독일군 크림 공세 시작.
- 1941-10-02 – 1942-01-07 : 모스크바 공방전 시작.
- 1941-10-02 – 1941-10-21 : 브랸스크 전투에서 독일군 승리.
- 1941-10-10 – 1941-10-23 : 뱌지마-브랸스크 포위전 시작. (모스크바 공방전#뱌지마-브랸스크 포위 문서 참조.)
- 1941-10-10 – 1941-10-10 : 뱌지마 전투에서 독일군 승리.
- 1941-10-20 – 1941-10-24 : 제1차 하리코프 전투에서 소련 남서부 전선군 파괴.
- 1941-10-24 – 1942-01-07 : 태풍 작전 - 독일군의 모스크바 공세 시작.
- 1941-10-21 – 1941-10-27 : 제1차 로스토프 전투에서 소련군 방어 성공.
- 1941-10-30 – 1942-07-04 : 세바스토폴 포위전에서 독일군의 승리.
- 1941-12-26 – 1942-05-19 : 케르치 반도 전투에서 독일군의 승리.

## 1942년
- 1942-01-08 – 1943-03-31 : 르제프 전투에서 소련군의 반격 시작.
- 1942-01-09 – 1942-02-06 : 토르페츠-홀름 공세에서 소련군의 승리.
- 1942-01-23 – 1942-05-05 : 홀름 포위전에서 독일군의 방어 성공.
- 1942-02-08 – 1942-05-20 : 데먄스크 포위전에서 독일군의 공중 보급 시작.
- 1942-03-03 – 1942-04-20 : 르제프 작전에서 독일군 방어 성공.
- 1942-05-12 – 1942-05-28 : 제2차 하리코프 전투에서 소련군이 도시를 점령하나 독일 제1기갑군에 의해 파괴.
- 1942-06-28 – 1942-11-24 : 청색 작전으로 독일 남부 공세 시작.
- 1942-06-28 – 1942-07-24 : 보로네시 전투에서 독일군이 승리.
- 1942-07-24 – 1944-05-12 : 에델바이스 작전으로 코카서스 전투의 시작.
- 1942-08-19 – 1942-10-10 : 시냐비노 공세에서 소련군이 패배하나 독일 공세 중지.
- 1942-08-23 – 1943-02-02 : 스탈린그라드 전투에서 독일 제6군 포위.
- 1942-11-19 – 1942-11-23 : 소련군의 천왕성 작전으로 독일군 대포위.
- 1942-11-19 – 1943-01-16 : 벨리키예-루키 공세에서 소련군의 승리.
- 1942-11-25 – 1942-12-20 : 화성 작전에서 소련군 패배.
- 1942-12-12 – 1942-12-23 : 독일군의 겨울 폭풍 작전이 실패.
- 1942-12-12 – 1943-02-18 : 소련군의 소토성 작전이 시작.
- 1942-12-16 – 1942-12-28 : 타친스카야 기습에서 소련군이 승리.

## 1943년
- 1943-01-12 – 1943-01-30 : 스파크 작전으로 독일군이 패배.
- 1943-02-02 – 1943-02-23 : 소련군의 별 작전이 실패.
- 1943-02-10 – 1943-04-01 : 소련군의 폴랴르나야 즈베다 작전이 실패.
- 1943-02-16 – 1943-03-15 : 제3차 하리코프 전투에서 소련군이 대패.
- 1943-07-05 – 1943-08-01 : 쿠르스크 전투에서 역사상 가장 큰 전차전이 벌어짐.
- 1943-07-12 – 1943-08-18 : 쿠투조프 작전으로 소련 승리.
- 1943-07-12 : 프로호롭카 전투으로 쿠르스크 남부 공세 중지.
- 1943-07-23 – 1943-08-14 : 벨고로드 전투에서 소련군의 승리.
- 1943-08-07 – 1943-10-02 : 제2차 스몰렌스크 전투에서 소련군이 승리.
- 1943-08-12 – 1943-08-23 : 제4차 하리코프 전투에서 소련군이 승리.
- 1943-08-24 – 1943-12-23 : 드네프르 저지 전투에서 소련군이 승리.
- 1943-10-12 – 1943-10-13 : 레니노 전투에서 소련-폴란드 공세 실패.
- 1943-10-03 – 1943-12-22 : 제2차 키예프 전투에서 소련군이 승리.
- 1943-12-24 – 1944-04-14 : 드네프르-카르파티아 공세에서 소련군이 승리.
- 1943-12-24 – 1944-01-14 : 지토미르-베르디체프 공세에서 소련군이 승리.

## 1944년
- 1944-01-14 – 1944-03-01 : 레닌그라드-노브고로드 공세에서 소련군이 승리.
- 1944-01-24 – 1944-02-16 : 코르순-체르카시 포위전에서 소련군 승리. 독일군 탈출.
- 1944-02-02 – 1944-08-10 : 나르바 전투에서 독일군 방어 성공.
- 1944-03-25 – 1944-04-15 : 카메네츠-포돌스키 포위전에서 독일군 탈출 성공.
- 1944-04-08 – 1944-05-12 : 크림반도 공세에서 소련군 승리.
- 1944-04-08 – 1944-06-06 : 제1차 이아시-키시뇨프 공세에서 추축국이 승리.
- 1944-06-10 – 1944-08-09 : 비보르크-페트로자포츠크 공세에서 소련군 승리. 핀란드군 후퇴.
- 1944-06-22 – 1944-08-19 : 바그라티온 작전에서 독일 중부집단군 붕괴. 북부집단군 포위.
- 1944-07-12 – 1944-07-31 : 빌뉴스 공세에서 소련군 승리.
- 1944-07-13 – 1944-08-29 : 리비우-산도미에시 공세에서 독일 남부 집단군 붕괴. 소련군 폴란드 입성.
- 1944-07-25 – 1944-08-10 : 타넨베르크 선 전투에서 독일군 에스토니아 방어 성공.
- 1944-08-01 – 1944-10-02 : 바르샤바 봉기에서 폴란드군 패배.
- 1944-08-20 – 1944-08-29 : 제2차 이아시-키시뇨프 공세에서 소련군 승리. 루마니아 붕괴.
- 1944-08-23 : 루마니아 항복. 독일 선전포고.
- 1944-08-29 – 1944-10-28 : 슬로바키아 민족 봉기에서 슬로바키아-소련군 패배.
- 1944-09-14 – 1944-11-24 : 발트 해 공세에서 북부집단군 포위. 쿠를란트 포위전 시작.
- 1944-10-06 – 1944-10-28 : 데브레첸 전투에서 독일 프레터-피코 분견군이 항복했으나 소련군이 북우크라이나 집단군에게 포위.
- 1944-10-09 – 1945-05-08 : 쿠를란트 포위전에서 독일 항복시까지 전투.
- 1944-09-04 : 핀란드, 소련과 평화 협정.
- 1944-09-08 – 1944-10-28 : 두카 페스 전투에서 소련군 공세가 중단되었으나 독일군 후퇴.
- 1944-09-09 : 불가리아 항복. 독일 선전포고.
- 1944-09-14 – 1944-11-24 : 베오그라드 공세로 소련-유고슬라비아군에게 베오그라드 함락.
- 1944-09-15 – 1945-04-25 : 라플란드 전쟁으로 핀란드, 독일 선전포고.
- 1944-10-07 – 1944-10-29 : 페첸가-키르케네스 공세으로 노르웨이 공세 시작.
- 1944-10-29 – 1945-02-13 : 부다페스트 공세로 헝가리 공세 시작.
- 1944-12-29 – 1945-02-13 : 부다페스트 공방전에서 소련-루마니아 군 부다페스트 점령.

## 1945년
- 1945-01-12 – 1945-02-02 : 비스툴라-오데르 공세로 소련군 폴란드-독일 국경 점령.
- 1945-01-13 – 1945-04-25 : 동프러시아 공세로 소련군 동프러시아 점령.
- 1945-02-13 : 헝가리 항복. 독일 선전포고.
- 1945-02-18 – 1945-03-31 : 실레지아 공세에서 소련군 승리. 폴란드 전역 점령.
- 1945-02-24 – 1945-04-04 : 동포메라니안 공세에서 소련군 승리.
- 1945-03-06 – 1945-03-16 : 봄의 새싹 작전으로 독일 최후의 동부 전선 공세.
- 1945-04-02 – 1945-04-13 : 빈 공세로 소련-불가리아군 빈 점령.
- 1945-04-16 – 1945-04-19 : 오데르-나이세 공세로 소련군 베를린 접근.
- 1945-04-16 – 1945-04-19 : 지점 공세에서 소련군 승리.
- 1945-04-16 – 1945-05-02 : 베를린 공방전로 1달 간의 시가전 시작.
- 1945-04-21 – 1945-04-30 : 바우첸 전투 독일 패배로 독일 및 주변 국가 항복.
- 1945-04-24 – 1945-05-01 : 할베 전투로 독일 제9군 서부로 피난.
- 1945-04-30 : 아돌프 히틀러 자살.
- 1945-05-07 : 프랑스 랭스에서 독일 서방 연합군에게 항복.
- 1945-05-08 : 독일 베를린에서 독일이 유럽에게 항복.
- 1945-05-09 : 독일 베를린에서 독일이 소련군에게 항복.
- 1945-05-08 : 유럽에서 제2차 세계 대전 종전.
- 1945-05-05 – 1945-05-08 : 러시아 해방군이 프라하 봉기를 일으키나 진압됨.
- 1945-05-06 – 1945-05-11 : 프라하 공세로 소련군 체코 점령. 독일 중부집단군 항복.

## 같이 보기
- 제2차 세계 대전 중 동부 전선에서의 군사 작전 목록
- 제2차 세계 대전 중 붉은 군대의 전략 작전
- 제2차 세계 대전 연표